# Judith McGrath
Judith Ann McGrath (* 15. Juli 1952 in Scranton, Pennsylvania) ist eine US-amerikanische Medienmanagerin. Von 2004 bis 2011 war sie die CEO der MTV Networks Entertainment Group von Viacom. Seit 2014 ist sie Director bei Amazon.

## Leben
McGrath hat am Cedar Crest College englische Literatur studiert und ging 1978 nach New York. Anfangs verfasste sie dort Geschichten für Mademoiselle, später wechselte sie als Kolumnistin zu Glamour. Kurz nach der Gründung von MTV 1981 wurde sie dort als Autorin für Promotiontexte eingestellt. 1991 war sie bei MTV verantwortlich für Programm, Musik, Promotion und Produktion. Sie wurde am 20. Juli 2004 zum CEO ernannt und hatte diese Position bis im Mai 2011 inne. Sie war u. a. verantwortlich für MTV, MTV2, VH-1, Comedy Central und Nickelodeon.
Seit 2014 ist McGrath Director bei Amazon. Von 2011 bis 2014 war sie außerdem Vorstandsmitglied beim Amerikanischen Roten Kreuz, und seit 2007 ist sie Vorstandsmitglied bei der Rock and Roll Hall of Fame.

## Weblink
- http://www.businessweek.com/magazine/content/06_08/b3972001.htm